# Virslīga 2025
La Virslīga 2025 (también conocida como TonyBet Virslīga por razones de patrocinio) es la 34.ª edición de la máxima competición profesional de fútbol en Letonia. El torneo comenzó el 5 de marzo de 2025 y finalizara el 9 de noviembre de 2025.
Un total de 10 equipos participan en la competición, incluyendo 8 equipos de la temporada anterior, 1 proveniente de la Primera Liga de Letonia 2024 y ganador del playoff.
El RFS es el campeón defensor.

## Formato
La competición consta de un grupo único integrado por diez clubes de toda la geografía letonia. Siguiendo un sistema de liga, los diez equipos se enfrentan todos contra todos en cuatro ocasiones, dos en campo propio y otras dos en campo contrario, sumando un total de 36 jornadas. El orden de los encuentros se decide por sorteo antes de empezar la competición y la clasificación final se establece teniendo en cuenta los puntos obtenidos en cada enfrentamiento, a razón de tres por partido ganado, uno por empate y ninguno en caso de derrota.

### Clasificación para competiciones europeas
El mejor equipo se clasificará para la Liga de Campeones de la UEFA 2026-27. El campeón de la Copa de Letonia 2025 y los siguientes dos mejores equipos ubicados no clasificados a la Liga de Campeones de la UEFA 2026-27 y a la Liga Europa de la UEFA 2026-27 clasificarán a la Liga Conferencia de la UEFA 2026-27 y los últimos dos descenderán a la Primera Liga de Letonia 2026.
No obstante, esta distribución se puede ver alterada si alguno de los equipos que han obtenido una plaza en alguna competición europea a través de las competiciones nacionales hubiera obtenido una plaza diferente tras la consecución de algún título europeo en la misma temporada, o hubiera obtenido dos plazas distintas en competiciones nacionales (una a través de la Liga y otra a través de la Copa), provocando así las siguientes dos excepciones:
- Excepción de la Copa de Letonia: Si un equipo obtiene una plaza para la Liga Conferencia de la UEFA por ganar la Copa de Letonia, pero finaliza la temporada en el primer lugar de la TonyBet Virslīga, la plaza obtenida en Copa pasa al segundo clasificado, siendo el equipo clasificado en cuarto lugar quien acceda a la plaza de la Liga Conferencia de la UEFA.

## Relevos
Diez equipos compiten en la liga: los 9 mejores equipos de la TonyBet Virslīga 2024 y el mejor equipo promovido de la Primera Liga de Letonia 2024.
El equipo ascendido fue Super Nova, que ascendió tras 1 temporada de ausencia. Reemplazara a Valmiera, poniendo fin a su período de 7 años en la máxima categoría.
| Pos. | Descendidos a Primera Liga de Letonia |
| ---- | ------------------------------------- |
| 4.º  | Valmiera                              |

| Pos. | Ascendidos de Primera Liga de Letonia |
| ---- | ------------------------------------- |
| 1.º  | Super Nova                            |

## Información
| Equipo     | Ciudad     | Entrenador        | Capitán               | Estadio                  | Capacidad |
| ---------- | ---------- | ----------------- | --------------------- | ------------------------ | --------- |
| Auda       | Ķekava     | Jurģis Kalns      | Abiodun Ogunniyi      | Audas Stadions           | 7 000     |
| Daugavpils | Daugavpils | Kirils Kurbatovs  | Edgars Ivanovs        | Esplanādes stadions      | 3 980     |
| Grobiņas   | Grobiņa    | Viktors Dobrecovs | Dāvids Družiņins      | Grobiņa Stadium          | 200       |
| Jelgava    | Jelgava    | Aleksandrs Basovs | Armands Pētersons     | Zemgale Olympic Center   | 2 500     |
| Liepāja    | Liepāja    | Jānis Goba INT    | Marko Simić           | Daugava                  | 5 100     |
| Metta      | Riga       | Andris Riherts    | Kārlis Vilnis         | Daugava                  | 10 461    |
| RFS        | Riga       | Viktors Morozs    | Žiga Lipušček         | LNK Sporta Parks         | 2 300     |
| Riga       | Riga       | Adrián Guľa       | Antonijs Černomordijs | Skonto Stadium           | 8 087     |
| Super Nova | Riga       | Ervīns Pērkons    | Dāvis Vējkrīgers      | Sloka Stadium            | 2 500     |
| Tukums     | Tukums     | Kristaps Dišlers  | Bogdans Samoilovs     | Tukuma Pilsētas Stadions | 1 000     |

### Cambios de entrenadores
| Equipo  | Entrenador (Jornadas)        | Fecha de vacante     | Tipo de salida     | Posición en la tabla | Entrenador entrante          | Fecha de nombramiento |
| ------- | ---------------------------- | -------------------- | ------------------ | -------------------- | ---------------------------- | --------------------- |
| Liepāja | Tamaz Pertia                 | 7 de enero de 2025   | Despedido          | Pretemporada         | Dino Skender                 | 7 de enero de 2025    |
| Auda    | Zoran Zeljković              | 7 de enero de 2025   | Despedido          | Pretemporada         | Aleksandre Rekhviashvili INT | 8 de enero de 2025    |
| Riga    | Mareks Zuntners INT          | 14 de enero de 2025  | Fin de interinidad | Pretemporada         | Adrián Guľa                  | 14 de enero de 2025   |
| Auda    | Aleksandre Rekhviashvili INT | 9 de febrero de 2025 | Fin de interinidad | Pretemporada         | Jurģis Kalns                 | 9 de febrero de 2025  |
| Liepāja | Dino Skender (1–5)           | 6 de abril de 2025   | Despedido          | 5.º                  | Jānis Goba INT               | 6 de abril de 2025    |

## Localización
| Región        | N.º | Equipos                       |
| ------------- | --- | ----------------------------- |
| Riga          | 4   | Metta, RFS, Riga y Super Nova |
| Daugavpils    | 1   | Daugavpils                    |
| Jelgava       | 1   | Jelgava                       |
| Ķekava        | 1   | Auda                          |
| Liepāja       | 1   | Liepāja                       |
| South Kurzeme | 1   | Grobiņas                      |
| Tukums        | 1   | Tukums                        |

## Clasificación
| Pos. | Equipo     | Pts. | PJ | G  | E  | P  | GF | GC | Dif. | Clasificación 2026-27                                |
| ---- | ---------- | ---- | -- | -- | -- | -- | -- | -- | ---- | ---------------------------------------------------- |
| 1    | Riga       | 67   | 26 | 21 | 4  | 1  | 61 | 17 | +44  | Primera ronda clasificatoria de la Liga de Campeones |
| 2    | RFS        | 64   | 26 | 21 | 1  | 4  | 70 | 25 | +45  | Primera ronda clasificatoria de la Liga Conferencia  |
| 3    | Liepāja    | 44   | 26 | 13 | 5  | 8  | 44 | 38 | +6   | Primera ronda clasificatoria de la Liga Conferencia  |
| 4    | Auda       | 37   | 26 | 11 | 4  | 11 | 34 | 30 | +4   |                                                      |
| 5    | Daugavpils | 34   | 26 | 9  | 7  | 10 | 38 | 45 | −7   |                                                      |
| 6    | Jelgava    | 28   | 26 | 7  | 7  | 12 | 23 | 31 | −8   |                                                      |
| 7    | Tukums     | 24   | 26 | 6  | 6  | 14 | 28 | 48 | −20  |                                                      |
| 8    | Super Nova | 23   | 26 | 4  | 11 | 11 | 28 | 37 | −9   |                                                      |
| 9    | Metta      | 21   | 26 | 5  | 6  | 15 | 23 | 52 | −29  | Play-offs de promoción de categoría                  |
| 10   | Grobiņas   | 20   | 26 | 5  | 5  | 16 | 23 | 49 | −26  | Descenso a la Primera Liga de Letonia                |

Actualizado a los partidos jugados el 10 de agosto de 2025.
 Fuente: TonyBet Virslīga
Criterios de clasificación: Puntos · Puntos en enfrentamientos directos · Diferencia de goles en enfrentamientos directos · Diferencia de goles · Goles a favor · Fair Play · Play Off

### Evolución de la clasificación
| Equipo     | 01 | 02 | 03 | 04 | 05 | 06 | 07 | 08 | 09 | 10 | 11 | 12 | 13 | 14 | 15 | 16 | 17 | 18 | 19 | 20 | 21 | 22 | 23 | 24 | 25 | 26 | 27 | 28 | 29 | 30 | 31 | 32 | 33 | 34 | 35 | 36 |
| ---------- | -- | -- | -- | -- | -- | -- | -- | -- | -- | -- | -- | -- | -- | -- | -- | -- | -- | -- | -- | -- | -- | -- | -- | -- | -- | -- | -- | -- | -- | -- | -- | -- | -- | -- | -- | -- |
| Riga       | 3  | 3  | 3  | 6  | 4  | 5  | 3  | 3  | 3  | 2  | 2  | 2  | 1  | 1  | 1  | 1  | 1  | 1  | 1  | 1  | 1  | 1  | 1  | 1  | 1  | 1  |    |    |    |    |    |    |    |    |    |    |
| RFS        | 4  | 1  | 1  | 1  | 1  | 1  | 1  | 1  | 1  | 1  | 1  | 1  | 2  | 2  | 2  | 2  | 2  | 2  | 2  | 2  | 2  | 2  | 2  | 2  | 2  | 2  |    |    |    |    |    |    |    |    |    |    |
| Liepāja    | 1  | 2  | 2  | 2  | 5  | 7  | 4  | 6  | 6  | 6  | 6  | 6  | 5  | 6  | 6  | 4  | 4  | 4  | 4  | 3  | 3  | 4  | 4  | 3  | 3  | 3  | 3  | 3  |    |    |    |    |    |    |    |    |
| Auda       | 7  | 7  | 4  | 3  | 6  | 2  | 2  | 2  | 2  | 3  | 3  | 3  | 3  | 3  | 3  | 3  | 3  | 3  | 3  | 4  | 4  | 3  | 3  | 4  | 4  | 4  |    |    |    |    |    |    |    |    |    |    |
| Daugavpils | 2  | 5  | 7  | 4  | 2  | 4  | 5  | 4  | 4  | 4  | 4  | 4  | 6  | 5  | 4  | 5  | 6  | 6  | 6  | 5  | 5  | 5  | 5  | 5  | 5  | 5  |    |    |    |    |    |    |    |    |    |    |
| Jelgava    | 6  | 8  | 9  | 9  | 8  | 6  | 7  | 7  | 5  | 5  | 5  | 5  | 4  | 4  | 5  | 6  | 5  | 5  | 5  | 6  | 6  | 6  | 6  | 6  | 6  | 6  |    |    |    |    |    |    |    |    |    |    |
| Tukums     | 9  | 9  | 10 | 10 | 7  | 8  | 9  | 9  | 9  | 9  | 10 | 10 | 10 | 10 | 10 | 10 | 10 | 10 | 9  | 9  | 9  | 9  | 8  | 8  | 8  | 7  |    |    |    |    |    |    |    |    |    |    |
| Super Nova | 8  | 6  | 6  | 7  | 9  | 9  | 8  | 8  | 8  | 8  | 8  | 7  | 7  | 8  | 8  | 7  | 7  | 7  | 8  | 8  | 8  | 7  | 7  | 7  | 7  | 8  |    |    |    |    |    |    |    |    |    |    |
| Metta      | 10 | 10 | 8  | 5  | 3  | 3  | 6  | 5  | 7  | 7  | 7  | 8  | 8  | 9  | 9  | 9  | 9  | 9  | 10 | 10 | 10 | 10 | 10 | 10 | 9  | 9  |    |    |    |    |    |    |    |    |    |    |
| Grobiņas   | 5  | 4  | 5  | 8  | 10 | 10 | 10 | 10 | 10 | 10 | 9  | 9  | 9  | 7  | 7  | 8  | 8  | 8  | 7  | 7  | 7  | 8  | 9  | 9  | 10 | 10 |    |    |    |    |    |    |    |    |    |    |

## Resultados

### Primera vuelta
| Jornada 1  | Jornada 1 | Jornada 1  | Jornada 1           | Jornada 1  | Jornada 1 | Jornada 1    |
| Local      | Resultado | Visitante  | Estadio             | Fecha      | Hora      | Espectadores |
| ---------- | --------- | ---------- | ------------------- | ---------- | --------- | ------------ |
| Auda       | 1 – 2     | RFS        | Audas Stadions      | 5 de marzo | 18:00     | 318          |
| Grobiņas   | 1 – 1     | Jelgava    | Grobiņa Stadium     | 6 de marzo | 18:00     | 430          |
| Riga       | 2 – 0     | Super Nova | Skonto Stadium      | 6 de marzo | 18:00     | 341          |
| Daugavpils | 3 – 0     | Tukums     | Esplanādes stadions | 7 de marzo | 17:30     | 630          |
| Liepāja    | 4 – 0     | Metta      | Daugava             | 7 de marzo | 18:30     | 276          |

| Jornada 2  | Jornada 2 | Jornada 2  | Jornada 2        | Jornada 2   | Jornada 2 | Jornada 2    |
| Local      | Resultado | Visitante  | Estadio          | Fecha       | Hora      | Espectadores |
| ---------- | --------- | ---------- | ---------------- | ----------- | --------- | ------------ |
| Riga       | 2 – 2     | Auda       | Skonto Stadium   | 10 de marzo | 19:00     | 398          |
| Grobiņas   | 3 – 2     | Daugavpils | Grobiņa Stadium  | 11 de marzo | 18:00     | 360          |
| RFS        | 1 – 0     | Jelgava    | LNK Sporta Parks | 11 de marzo | 19:00     | 510          |
| Liepāja    | 0 – 0     | Tukums     | Daugava          | 12 de marzo | 18:00     | 185          |
| Super Nova | 4 – 0     | Metta      | Sloka Stadium    | 12 de marzo | 19:00     | 387          |

| Jornada 3  | Jornada 3 | Jornada 3  | Jornada 3              | Jornada 3   | Jornada 3 | Jornada 3    |
| Local      | Resultado | Visitante  | Estadio                | Fecha       | Hora      | Espectadores |
| ---------- | --------- | ---------- | ---------------------- | ----------- | --------- | ------------ |
| Jelgava    | 1 – 1     | Riga       | Zemgale Olympic Center | 15 de marzo | 14:00     | 345          |
| Daugavpils | 1 – 2     | RFS        | Esplanādes stadions    | 15 de marzo | 16:00     | 400          |
| Metta      | 3 – 2     | Tukums     | Daugava                | 16 de marzo | 13:00     | 210          |
| Auda       | 1 – 0     | Super Nova | Audas Stadions         | 16 de marzo | 17:00     | 258          |
| Liepāja    | 4 – 1     | Grobiņas   | Daugava                | 16 de marzo | 19:00     | 600          |

| Jornada 4 | Jornada 4 | Jornada 4  | Jornada 4                | Jornada 4   | Jornada 4 | Jornada 4    |
| Local     | Resultado | Visitante  | Estadio                  | Fecha       | Hora      | Espectadores |
| --------- | --------- | ---------- | ------------------------ | ----------- | --------- | ------------ |
| Riga      | 1 – 2     | Daugavpils | Skonto Stadium           | 29 de marzo | 15:00     | 423          |
| RFS       | 4 – 1     | Liepāja    | LNK Sporta Parks         | 29 de marzo | 17:00     | 689          |
| Grobiņas  | 2 – 4     | Metta      | Grobiņa Stadium          | 30 de marzo | 14:00     | 175          |
| Auda      | 2 – 0     | Jelgava    | Audas Stadions           | 30 de marzo | 16:00     | 236          |
| Tukums    | 2 – 2     | Super Nova | Tukuma Pilsētas Stadions | 31 de marzo | 16:00     | 320          |

| Jornada 5  | Jornada 5 | Jornada 5  | Jornada 5                | Jornada 5  | Jornada 5 | Jornada 5    |
| Local      | Resultado | Visitante  | Estadio                  | Fecha      | Hora      | Espectadores |
| ---------- | --------- | ---------- | ------------------------ | ---------- | --------- | ------------ |
| Liepāja    | 2 – 5     | Riga       | Daugava                  | 3 de abril | 17:00     | 447          |
| Metta      | 1 – 0     | RFS        | Daugava                  | 4 de abril | 16:00     | 230          |
| Daugavpils | 2 – 1     | Auda       | Esplanādes stadions      | 4 de abril | 17:00     | 400          |
| Tukums     | 2 – 0     | Grobiņas   | Tukuma Pilsētas Stadions | 5 de abril | 13:00     | 101          |
| Jelgava    | 2 – 1     | Super Nova | Zemgale Olympic Center   | 5 de abril | 15:00     | 222          |

| Jornada 6  | Jornada 6 | Jornada 6  | Jornada 6              | Jornada 6   | Jornada 6 | Jornada 6    |
| Local      | Resultado | Visitante  | Estadio                | Fecha       | Hora      | Espectadores |
| ---------- | --------- | ---------- | ---------------------- | ----------- | --------- | ------------ |
| Riga       | 1 – 1     | Metta      | Skonto Stadium         | 8 de abril  | 18:00     | 250          |
| Auda       | 3 – 0     | Liepāja    | Audas Stadions         | 9 de abril  | 17:00     | 78           |
| RFS        | 2 – 0     | Tukums     | LNK Sporta Parks       | 9 de abril  | 18:00     | 216          |
| Jelgava    | 4 – 1     | Daugavpils | Zemgale Olympic Center | 10 de abril | 16:30     | 212          |
| Super Nova | 1 – 1     | Grobiņas   | Sloka Stadium          | 10 de abril | 18:00     | 183          |

| Jornada 7  | Jornada 7 | Jornada 7  | Jornada 7                | Jornada 7   | Jornada 7 | Jornada 7    |
| Local      | Resultado | Visitante  | Estadio                  | Fecha       | Hora      | Espectadores |
| ---------- | --------- | ---------- | ------------------------ | ----------- | --------- | ------------ |
| Metta      | 0 – 1     | Auda       | Daugava                  | 13 de abril | 13:00     | 220          |
| Tukums     | 0 – 3     | Riga       | Tukuma Pilsētas Stadions | 13 de abril | 15:00     | 216          |
| Liepāja    | 1 – 0     | Jelgava    | Daugava                  | 14 de abril | 17:00     | 315          |
| Grobiņas   | 1 – 4     | RFS        | Grobiņa Stadium          | 15 de abril | 17:00     | 535          |
| Daugavpils | 1 – 1     | Super Nova | Esplanādes stadions      | 15 de abril | 18:00     | 300          |

| Jornada 8  | Jornada 8 | Jornada 8 | Jornada 8           | Jornada 8   | Jornada 8 | Jornada 8    |
| Local      | Resultado | Visitante | Estadio             | Fecha       | Hora      | Espectadores |
| ---------- | --------- | --------- | ------------------- | ----------- | --------- | ------------ |
| Metta      | 0 – 0     | Jelgava   | Daugava             | 18 de abril | 14:00     | 306          |
| Auda       | 2 – 0     | Tukums    | Audas Stadions      | 18 de abril | 16:00     | 253          |
| Daugavpils | 4 – 2     | Liepāja   | Esplanādes stadions | 19 de abril | 13:00     | 500          |
| Riga       | 3 – 0     | Grobiņas  | Skonto Stadium      | 19 de abril | 15:00     | 1 067        |
| Super Nova | 1 – 2     | RFS       | Sloka Stadium       | 20 de abril | 16:00     | 321          |

| Jornada 9  | Jornada 9 | Jornada 9  | Jornada 9              | Jornada 9   | Jornada 9 | Jornada 9    |
| Local      | Resultado | Visitante  | Estadio                | Fecha       | Hora      | Espectadores |
| ---------- | --------- | ---------- | ---------------------- | ----------- | --------- | ------------ |
| Jelgava    | 2 – 1     | Tukums     | Zemgale Olympic Center | 23 de abril | 17:00     | 246          |
| Auda       | 2 – 0     | Grobiņas   | Audas Stadions         | 24 de abril | 17:00     | 163          |
| Liepāja    | 2 – 2     | Super Nova | Daugava                | 25 de abril | 17:00     | 227          |
| Daugavpils | 2 – 0     | Metta      | Esplanādes stadions    | 25 de abril | 18:00     | 280          |
| RFS        | 0 – 1     | Riga       | LNK Sporta Parks       | 26 de abril | 17:00     | 1 859        |

### Segunda vuelta
| Jornada 10 | Jornada 10 | Jornada 10 | Jornada 10               | Jornada 10  | Jornada 10 | Jornada 10   |
| Local      | Resultado  | Visitante  | Estadio                  | Fecha       | Hora       | Espectadores |
| ---------- | ---------- | ---------- | ------------------------ | ----------- | ---------- | ------------ |
| Jelgava    | 1 – 0      | Grobiņas   | Zemgale Olympic Center   | 29 de abril | 17:00      | 286          |
| Tukums     | 0 – 0      | Daugavpils | Tukuma Pilsētas Stadions | 30 de abril | 17:00      | 258          |
| Super Nova | 1 – 5      | Riga       | Sloka Stadium            | 1 de mayo   | 12:00      | 335          |
| RFS        | 1 – 0      | Auda       | LNK Sporta Parks         | 1 de mayo   | 18:00      | 916          |
| Metta      | 2 – 4      | Liepāja    | Daugava                  | 2 de mayo   | 14:00      | 372          |

| Jornada 11 | Jornada 11 | Jornada 11 | Jornada 11               | Jornada 11 | Jornada 11 | Jornada 11   |
| Local      | Resultado  | Visitante  | Estadio                  | Fecha      | Hora       | Espectadores |
| ---------- | ---------- | ---------- | ------------------------ | ---------- | ---------- | ------------ |
| Grobiņas   | 1 – 0      | Daugavpils | Grobiņa Stadium          | 4 de mayo  | 15:00      | 238          |
| Jelgava    | 2 – 2      | RFS        | Zemgale Olympic Center   | 5 de mayo  | 13:00      | 405          |
| Auda       | 1 – 3      | Riga       | Audas Stadions           | 5 de mayo  | 15:00      | 483          |
| Metta      | 0 – 2      | Super Nova | Daugava                  | 6 de mayo  | 17:00      | 130          |
| Tukums     | 2 – 2      | Liepāja    | Tukuma Pilsētas Stadions | 6 de mayo  | 17:00      | 178          |

| Jornada 12 | Jornada 12 | Jornada 12 | Jornada 12               | Jornada 12 | Jornada 12 | Jornada 12   |
| Local      | Resultado  | Visitante  | Estadio                  | Fecha      | Hora       | Espectadores |
| ---------- | ---------- | ---------- | ------------------------ | ---------- | ---------- | ------------ |
| RFS        | 5 – 1      | Daugavpils | LNK Sporta Parks         | 9 de mayo  | 17:00      | 318          |
| Grobiņas   | 2 – 0      | Liepāja    | Grobiņa Stadium          | 10 de mayo | 15:00      | 324          |
| Riga       | 2 – 0      | Jelgava    | Skonto Stadium           | 10 de mayo | 17:00      | 803          |
| Tukums     | 2 – 0      | Metta      | Tukuma Pilsētas Stadions | 11 de mayo | 13:00      | 215          |
| Super Nova | 1 – 1      | Auda       | Sloka Stadium            | 11 de mayo | 18:00      | 229          |

| Jornada 13 | Jornada 13 | Jornada 13 | Jornada 13             | Jornada 13 | Jornada 13 | Jornada 13   |
| Local      | Resultado  | Visitante  | Estadio                | Fecha      | Hora       | Espectadores |
| ---------- | ---------- | ---------- | ---------------------- | ---------- | ---------- | ------------ |
| Daugavpils | 0 – 1      | Riga       | Esplanādes stadions    | 14 de mayo | 16:30      | 240          |
| Liepāja    | 2 – 1      | RFS        | Daugava                | 14 de mayo | 17:00      | 250          |
| Jelgava    | 3 – 1      | Auda       | Zemgale Olympic Center | 15 de mayo | 17:00      | 192          |
| Metta      | 1 – 1      | Grobiņas   | Daugava                | 15 de mayo | 17:30      | 137          |
| Super Nova | 1 – 1      | Tukums     | Sloka Stadium          | 16 de mayo | 18:00      | 188          |

| Jornada 14 | Jornada 14 | Jornada 14 | Jornada 14       | Jornada 14 | Jornada 14 | Jornada 14   |
| Local      | Resultado  | Visitante  | Estadio          | Fecha      | Hora       | Espectadores |
| ---------- | ---------- | ---------- | ---------------- | ---------- | ---------- | ------------ |
| Riga       | 2 – 0      | Liepāja    | Skonto Stadium   | 19 de mayo | 18:00      | 713          |
| Auda       | 1 – 1      | Daugavpils | Audas Stadions   | 20 de mayo | 17:00      | 89           |
| RFS        | 2 – 0      | Metta      | LNK Sporta Parks | 20 de mayo | 19:00      | 1 037        |
| Grobiņas   | 2 – 0      | Tukums     | Grobiņa Stadium  | 21 de mayo | 17:00      | 326          |
| Super Nova | 0 – 0      | Jelgava    | Sloka Stadium    | 21 de mayo | 19:00      | 243          |

| Jornada 15 | Jornada 15 | Jornada 15 | Jornada 15               | Jornada 15 | Jornada 15 | Jornada 15   |
| Local      | Resultado  | Visitante  | Estadio                  | Fecha      | Hora       | Espectadores |
| ---------- | ---------- | ---------- | ------------------------ | ---------- | ---------- | ------------ |
| Metta      | 0 – 3      | Riga       | Daugava                  | 24 de mayo | 15:00      | 150          |
| Liepāja    | 0 – 0      | Auda       | Daugava                  | 24 de mayo | 17:00      | 273          |
| Daugavpils | 1 – 0      | Jelgava    | Esplanādes stadions      | 25 de mayo | 15:00      | 290          |
| Tukums     | 2 – 5      | RFS        | Tukuma Pilsētas Stadions | 25 de mayo | 17:00      | 282          |
| Grobiņas   | 1 – 1      | Super Nova | Grobiņa Stadium          | 26 de mayo | 17:00      | 357          |

| Jornada 16 | Jornada 16 | Jornada 16 | Jornada 16             | Jornada 16 | Jornada 16 | Jornada 16   |
| Local      | Resultado  | Visitante  | Estadio                | Fecha      | Hora       | Espectadores |
| ---------- | ---------- | ---------- | ---------------------- | ---------- | ---------- | ------------ |
| Auda       | 4 – 1      | Metta      | Audas Stadions         | 29 de mayo | 17:00      | 436          |
| Jelgava    | 0 – 1      | Liepāja    | Zemgale Olympic Center | 30 de mayo | 17:00      | 345          |
| Riga       | 3 – 0      | Tukums     | Skonto Stadium         | 31 de mayo | 16:00      | 783          |
| RFS        | 6 – 0      | Grobiņas   | LNK Sporta Parks       | 31 de mayo | 18:00      | 842          |
| Super Nova | 4 – 1      | Daugavpils | Sloka Stadium          | 1 de junio | 14:00      | 187          |

| Jornada 17 | Jornada 17 | Jornada 17 | Jornada 17               | Jornada 17  | Jornada 17 | Jornada 17   |
| Local      | Resultado  | Visitante  | Estadio                  | Fecha       | Hora       | Espectadores |
| ---------- | ---------- | ---------- | ------------------------ | ----------- | ---------- | ------------ |
| Liepāja    | 1 – 1      | Daugavpils | Daugava                  | 13 de junio | 17:00      | 380          |
| Tukums     | 2 – 4      | Auda       | Tukuma Pilsētas Stadions | 13 de junio | 17:00      | 109          |
| Jelgava    | 2 – 1      | Metta      | Zemgale Olympic Center   | 13 de junio | 18:00      | 290          |
| Grobiņas   | 0 – 2      | Riga       | Grobiņa Stadium          | 14 de junio | 13:00      | 380          |
| RFS        | 2 – 1      | Super Nova | LNK Sporta Parks         | 14 de junio | 19:00      | 641          |

| Jornada 18 | Jornada 18 | Jornada 18 | Jornada 18               | Jornada 18  | Jornada 18 | Jornada 18   |
| Local      | Resultado  | Visitante  | Estadio                  | Fecha       | Hora       | Espectadores |
| ---------- | ---------- | ---------- | ------------------------ | ----------- | ---------- | ------------ |
| Metta      | 2 – 2      | Daugavpils | Daugava                  | 17 de junio | 17:00      | 96           |
| Tukums     | 1 – 1      | Jelgava    | Tukuma Pilsētas Stadions | 17 de junio | 18:00      | 258          |
| Super Nova | 1 – 3      | Liepāja    | Sloka Stadium            | 17 de junio | 19:00      | 231          |
| Grobiņas   | 1 – 2      | Auda       | Grobiņa Stadium          | 18 de junio | 17:00      | 342          |
| Riga       | 3 – 1      | RFS        | Skonto Stadium           | 18 de junio | 19:00      | 5 062        |

### Tercera vuelta
| Jornada 19 | Jornada 19 | Jornada 19 | Jornada 19             | Jornada 19  | Jornada 19 | Jornada 19   |
| Local      | Resultado  | Visitante  | Estadio                | Fecha       | Hora       | Espectadores |
| ---------- | ---------- | ---------- | ---------------------- | ----------- | ---------- | ------------ |
| Daugavpils | 1 – 2      | Tukums     | Esplanādes stadions    | 21 de junio | 15:00      | 210          |
| Liepāja    | 1 – 0      | Metta      | Daugava                | 21 de junio | 17:00      | 417          |
| Jelgava    | 0 – 1      | Grobiņas   | Zemgale Olympic Center | 22 de junio | 15:00      | 371          |
| Riga       | 2 – 0      | Super Nova | Skonto Stadium         | 22 de junio | 17:00      | 768          |
| RFS        | 1 – 0      | Auda       | LNK Sporta Parks       | 22 de junio | 19:00      | 577          |

| Jornada 20 | Jornada 20 | Jornada 20 | Jornada 20               | Jornada 20  | Jornada 20 | Jornada 20   |
| Local      | Resultado  | Visitante  | Estadio                  | Fecha       | Hora       | Espectadores |
| ---------- | ---------- | ---------- | ------------------------ | ----------- | ---------- | ------------ |
| Tukums     | 1 – 3      | Liepāja    | Tukuma Pilsētas Stadions | 25 de junio | 18:00      | 225          |
| Daugavpils | 3 – 2      | Grobiņas   | Esplanādes stadions      | 26 de junio | 17:00      | 350          |
| Jelgava    | 0 – 1      | RFS        | Zemgale Olympic Center   | 26 de junio | 18:00      | 515          |
| Auda       | 1 – 3      | Riga       | Audas Stadions           | 27 de junio | 17:00      | 536          |
| Super Nova | 1 – 1      | Metta      | Sloka Stadium            | 27 de junio | 19:00      | 267          |

| Jornada 21 | Jornada 21 | Jornada 21 | Jornada 21          | Jornada 21  | Jornada 21 | Jornada 21   |
| Local      | Resultado  | Visitante  | Estadio             | Fecha       | Hora       | Espectadores |
| ---------- | ---------- | ---------- | ------------------- | ----------- | ---------- | ------------ |
| Daugavpils | 1 – 7      | RFS        | Esplanādes stadions | 30 de junio | 17:00      | 350          |
| Liepāja    | 2 – 0      | Grobiņas   | Daugava             | 30 de junio | 19:00      | 2 657        |
| Super Nova | 0 – 1      | Auda       | Sloka Stadium       | 1 de julio  | 17:00      | 211          |
| Riga       | 3 – 0      | Jelgava    | Skonto Stadium      | 1 de julio  | 19:00      | 732          |
| Metta      | 0 – 3      | Tukums     | Daugava             | 2 de julio  | 18:00      | 105          |

| Jornada 22 | Jornada 22 | Jornada 22 | Jornada 22       | Jornada 22 | Jornada 22 | Jornada 22   |
| Local      | Resultado  | Visitante  | Estadio          | Fecha      | Hora       | Espectadores |
| ---------- | ---------- | ---------- | ---------------- | ---------- | ---------- | ------------ |
| RFS        | 2 – 1      | Liepāja    | LNK Sporta Parks | 4 de julio | 18:00      | 1 186        |
| Auda       | 2 – 0      | Jelgava    | Audas Stadions   | 5 de julio | 17:00      | 257          |
| Grobiņas   | 0 – 1      | Metta      | Grobiņa Stadium  | 6 de julio | 15:00      | 384          |
| Super Nova | 1 – 0      | Tukums     | Sloka Stadium    | 6 de julio | 17:00      | 289          |
| Riga       | 1 – 1      | Daugavpils | Skonto Stadium   | 6 de julio | 18:00      | 971          |

| Jornada 23 | Jornada 23 | Jornada 23 | Jornada 23               | Jornada 23  | Jornada 23 | Jornada 23   |
| Local      | Resultado  | Visitante  | Estadio                  | Fecha       | Hora       | Espectadores |
| ---------- | ---------- | ---------- | ------------------------ | ----------- | ---------- | ------------ |
| Liepāja    | 2 – 3      | Riga       | Daugava                  | 19 de julio | 15:00      | 482          |
| Metta      | 0 – 4      | RFS        | Daugava                  | 19 de julio | 17:00      | 215          |
| Auda       | 1 – 3      | Daugavpils | Audas Stadions           | 20 de julio | 14:00      | 138          |
| Jelgava    | 1 – 0      | Super Nova | Zemgale Olympic Center   | 20 de julio | 16:00      | 295          |
| Tukums     | 2 – 1      | Grobiņas   | Tukuma Pilsētas Stadions | 21 de julio | 17:00      | 252          |

| Jornada 24 | Jornada 24 | Jornada 24 | Jornada 24          | Jornada 24  | Jornada 24 | Jornada 24   |
| Local      | Resultado  | Visitante  | Estadio             | Fecha       | Hora       | Espectadores |
| ---------- | ---------- | ---------- | ------------------- | ----------- | ---------- | ------------ |
| Super Nova | 0 – 0      | Grobiņas   | Sloka Stadium       | 26 de julio | 16:00      | 232          |
| RFS        | 6 – 2      | Tukums     | LNK Sporta Parks    | 26 de julio | 18:00      | 327          |
| Daugavpils | 2 – 0      | Jelgava    | Esplanādes stadions | 27 de julio | 14:00      | 390          |
| Liepāja    | 2 – 0      | Auda       | Daugava             | 27 de julio | 16:00      | 459          |
| Riga       | 3 – 2      | Metta      | Skonto Stadium      | 27 de julio | 17:00      | 763          |

| Jornada 25 | Jornada 25 | Jornada 25 | Jornada 25               | Jornada 25  | Jornada 25 | Jornada 25   |
| Local      | Resultado  | Visitante  | Estadio                  | Fecha       | Hora       | Espectadores |
| ---------- | ---------- | ---------- | ------------------------ | ----------- | ---------- | ------------ |
| Jelgava    | 1 – 2      | Liepāja    | Zemgale Olympic Center   | 2 de agosto | 14:00      | 238          |
| Super Nova | 1 – 1      | Daugavpils | Sloka Stadium            | 2 de agosto | 16:00      | 425          |
| Grobiņas   | 2 – 3      | RFS        | Grobiņa Stadium          | 3 de agosto | 17:00      | 329          |
| Tukums     | 0 – 1      | Riga       | Tukuma Pilsētas Stadions | 3 de agosto | 17:00      | 385          |
| Auda       | 0 – 1      | Metta      | Audas Stadions           | 3 de agosto | 19:00      | 248          |

| Jornada 26 | Jornada 26 | Jornada 26 | Jornada 26               | Jornada 26   | Jornada 26 | Jornada 26   |
| Local      | Resultado  | Visitante  | Estadio                  | Fecha        | Hora       | Espectadores |
| ---------- | ---------- | ---------- | ------------------------ | ------------ | ---------- | ------------ |
| Liepāja    | 2 – 1      | Daugavpils | Daugava                  | 9 de agosto  | 15:00      | 375          |
| Metta      | 2 – 2      | Jelgava    | Daugava                  | 9 de agosto  | 17:00      | 218          |
| Riga       | 2 – 0      | Grobiņas   | Skonto Stadium           | 10 de agosto | 17:00      | 795          |
| Tukums     | 1 – 0      | Auda       | Tukuma Pilsētas Stadions | 10 de agosto | 17:00      | 325          |
| RFS        | 4 – 1      | Super Nova | LNK Sporta Parks         | 10 de agosto | 19:00      | 444          |

| Jornada 27 | Jornada 27 | Jornada 27 | Jornada 27             | Jornada 27   | Jornada 27 | Jornada 27   |
| Local      | Resultado  | Visitante  | Estadio                | Fecha        | Hora       | Espectadores |
| ---------- | ---------- | ---------- | ---------------------- | ------------ | ---------- | ------------ |
| Jelgava    | v.s.       | Tukums     | Zemgale Olympic Center | 23 de agosto | 14:00      | T.B.D        |
| Daugavpils | v.s.       | Metta      | Esplanādes stadions    | 23 de agosto | 16:00      | T.B.D        |
| Auda       | v.s.       | Grobiņas   | Audas Stadions         | 24 de agosto | 14:00      | T.B.D        |
| RFS        | v.s.       | Riga       | LNK Sporta Parks       | 24 de agosto | 18:00      | T.B.D        |
| Liepāja    | v.s.       | Super Nova | Daugava                | 25 de agosto | 16:30      | T.B.D        |

### Cuarta vuelta
| Jornada 28 | Jornada 28 | Jornada 28 | Jornada 28               | Jornada 28   | Jornada 28 | Jornada 28   |
| Local      | Resultado  | Visitante  | Estadio                  | Fecha        | Hora       | Espectadores |
| ---------- | ---------- | ---------- | ------------------------ | ------------ | ---------- | ------------ |
| Metta      | v.s.       | Liepāja    | Daugava                  | 29 de agosto | 16:30      | T.B.D        |
| Grobiņas   | v.s.       | Jelgava    | Grobiņa Stadium          | 29 de agosto | 19:00      | T.B.D        |
| Tukums     | v.s.       | Daugavpils | Tukuma Pilsētas Stadions | 30 de agosto | 15:00      | T.B.D        |
| Super Nova | v.s.       | Riga       | Sloka Stadium            | 30 de agosto | 18:00      | T.B.D        |
| Auda       | v.s.       | RFS        | Audas Stadions           | 31 de agosto | 17:00      | T.B.D        |

| Jornada 29 | Jornada 29 | Jornada 29 | Jornada 29          | Jornada 29       | Jornada 29 | Jornada 29   |
| Local      | Resultado  | Visitante  | Estadio             | Fecha            | Hora       | Espectadores |
| ---------- | ---------- | ---------- | ------------------- | ---------------- | ---------- | ------------ |
| RFS        | v.s.       | Jelgava    | LNK Sporta Parks    | 13 de septiembre | 15:00      | T.B.D        |
| Riga       | v.s.       | Auda       | Skonto Stadium      | 13 de septiembre | 17:00      | T.B.D        |
| Metta      | v.s.       | Super Nova | Daugava             | 14 de septiembre | 15:00      | T.B.D        |
| Liepāja    | v.s.       | Tukums     | Daugava             | 14 de septiembre | 18:00      | T.B.D        |
| Daugavpils | v.s.       | Grobiņas   | Esplanādes stadions | 15 de septiembre | 16:30      | T.B.D        |

| Jornada 30 | Jornada 30 | Jornada 30 | Jornada 30               | Jornada 30       | Jornada 30 | Jornada 30   |
| Local      | Resultado  | Visitante  | Estadio                  | Fecha            | Hora       | Espectadores |
| ---------- | ---------- | ---------- | ------------------------ | ---------------- | ---------- | ------------ |
| Grobiņas   | v.s.       | Liepāja    | Grobiņa Stadium          | 19 de septiembre | 18:00      | T.B.D        |
| Tukums     | v.s.       | Metta      | Tukuma Pilsētas Stadions | 20 de septiembre | 13:00      | T.B.D        |
| Jelgava    | v.s.       | Riga       | Zemgale Olympic Center   | 21 de septiembre | 13:00      | T.B.D        |
| RFS        | v.s.       | Daugavpils | LNK Sporta Parks         | 21 de septiembre | 17:00      | T.B.D        |
| Auda       | v.s.       | Super Nova | Audas Stadions           | 22 de septiembre | 17:00      | T.B.D        |

| Jornada 31 | Jornada 31 | Jornada 31 | Jornada 31               | Jornada 31       | Jornada 31 | Jornada 31   |
| Local      | Resultado  | Visitante  | Estadio                  | Fecha            | Hora       | Espectadores |
| ---------- | ---------- | ---------- | ------------------------ | ---------------- | ---------- | ------------ |
| Daugavpils | v.s.       | Riga       | Esplanādes stadions      | 26 de septiembre | 16:30      | T.B.D        |
| Jelgava    | v.s.       | Auda       | Zemgale Olympic Center   | 27 de septiembre | 13:00      | T.B.D        |
| Metta      | v.s.       | Grobiņas   | Daugava                  | 27 de septiembre | 15:00      | T.B.D        |
| Liepāja    | v.s.       | RFS        | Daugava                  | 28 de septiembre | 13:00      | T.B.D        |
| Tukums     | v.s.       | Super Nova | Tukuma Pilsētas Stadions | 28 de septiembre | 15:00      | T.B.D        |

| Jornada 32 | Jornada 32 | Jornada 32 | Jornada 32          | Jornada 32   | Jornada 32 | Jornada 32   |
| Local      | Resultado  | Visitante  | Estadio             | Fecha        | Hora       | Espectadores |
| ---------- | ---------- | ---------- | ------------------- | ------------ | ---------- | ------------ |
| Riga       | v.s.       | Liepāja    | Skonto Stadium      | 3 de octubre | 17:00      | T.B.D        |
| Super Nova | v.s.       | Jelgava    | Sloka Stadium       | 4 de octubre | 15:00      | T.B.D        |
| Grobiņas   | v.s.       | Tukums     | Grobiņa Stadium     | 4 de octubre | 18:00      | T.B.D        |
| Daugavpils | v.s.       | Auda       | Esplanādes stadions | 5 de octubre | 13:00      | T.B.D        |
| RFS        | v.s.       | Metta      | LNK Sporta Parks    | 5 de octubre | 15:00      | T.B.D        |

| Jornada 33 | Jornada 33 | Jornada 33 | Jornada 33               | Jornada 33    | Jornada 33 | Jornada 33   |
| Local      | Resultado  | Visitante  | Estadio                  | Fecha         | Hora       | Espectadores |
| ---------- | ---------- | ---------- | ------------------------ | ------------- | ---------- | ------------ |
| Jelgava    | v.s.       | Daugavpils | Zemgale Olympic Center   | 18 de octubre | 13:00      | T.B.D        |
| Grobiņas   | v.s.       | Super Nova | Grobiņa Stadium          | 18 de octubre | 14:00      | T.B.D        |
| Tukums     | v.s.       | RFS        | Tukuma Pilsētas Stadions | 19 de octubre | 12:00      | T.B.D        |
| Metta      | v.s.       | Riga       | Daugava                  | 19 de octubre | 14:00      | T.B.D        |
| Auda       | v.s.       | Liepāja    | Audas Stadions           | 20 de octubre | 17:00      | T.B.D        |

| Jornada 34 | Jornada 34 | Jornada 34 | Jornada 34          | Jornada 34    | Jornada 34 | Jornada 34   |
| Local      | Resultado  | Visitante  | Estadio             | Fecha         | Hora       | Espectadores |
| ---------- | ---------- | ---------- | ------------------- | ------------- | ---------- | ------------ |
| Riga       | v.s.       | Tukums     | Skonto Stadium      | 24 de octubre | 17:00      | T.B.D        |
| Daugavpils | v.s.       | Super Nova | Esplanādes stadions | 25 de octubre | 13:00      | T.B.D        |
| Liepāja    | v.s.       | Jelgava    | Daugava             | 25 de octubre | 15:00      | T.B.D        |
| Metta      | v.s.       | Auda       | Daugava             | 26 de octubre | 13:00      | T.B.D        |
| RFS        | v.s.       | Grobiņas   | LNK Sporta Parks    | 26 de octubre | 16:00      | T.B.D        |

| Jornada 35 | Jornada 35 | Jornada 35 | Jornada 35             | Jornada 35     | Jornada 35 | Jornada 35   |
| Local      | Resultado  | Visitante  | Estadio                | Fecha          | Hora       | Espectadores |
| ---------- | ---------- | ---------- | ---------------------- | -------------- | ---------- | ------------ |
| Auda       | v.s.       | Tukums     | Audas Stadions         | 2 de noviembre | 14:00      | T.B.D        |
| Daugavpils | v.s.       | Liepāja    | Esplanādes stadions    | 2 de noviembre | 14:00      | T.B.D        |
| Grobiņas   | v.s.       | Riga       | Grobiņa Stadium        | 2 de noviembre | 14:00      | T.B.D        |
| Jelgava    | v.s.       | Metta      | Zemgale Olympic Center | 2 de noviembre | 14:00      | T.B.D        |
| Super Nova | v.s.       | RFS        | Sloka Stadium          | 2 de noviembre | 14:00      | T.B.D        |

| Jornada 36 | Jornada 36 | Jornada 36 | Jornada 36               | Jornada 36     | Jornada 36 | Jornada 36   |
| Local      | Resultado  | Visitante  | Estadio                  | Fecha          | Hora       | Espectadores |
| ---------- | ---------- | ---------- | ------------------------ | -------------- | ---------- | ------------ |
| Grobiņas   | v.s.       | Auda       | Grobiņa Stadium          | 9 de noviembre | 14:00      | T.B.D        |
| Metta      | v.s.       | Daugavpils | Daugava                  | 9 de noviembre | 14:00      | T.B.D        |
| Riga       | v.s.       | RFS        | Skonto Stadium           | 9 de noviembre | 14:00      | T.B.D        |
| Super Nova | v.s.       | Liepāja    | Sloka Stadium            | 9 de noviembre | 14:00      | T.B.D        |
| Tukums     | v.s.       | Jelgava    | Tukuma Pilsētas Stadions | 9 de noviembre | 14:00      | T.B.D        |

## Estadísticas

### Récords
- Primer gol de la temporada: Anotado por Niks Sliede, en el Auda 1 – 2 RFS (5 de marzo de 2025)
- Mayor número de goles marcados en un partido: 7 goles, Liepāja 2 – 5 Riga (3 de abril de 2025); 7 goles, Tukums 2 – 5 RFS (25 de mayo de 2025)
- Partido con más espectadores: 5 062, en el Riga 3 – 1 RFS (18 de junio de 2025)
- Partido con menos espectadores: 78, en el Auda 3 – 0 Liepāja (9 de abril de 2025)
- Mayor victoria local: RFS 6 – 0 Grobiņas (31 de mayo de 2025)
- Mayor victoria visitante: Super Nova 1 – 5 Riga (1 de mayo de 2025)